# Giorgio Abetti
Giorgio Abetti (Pàdua, 5 d'octubre de 1882 – Florència, 24 d'agost de 1982) va ser un astrònom i físic italià.

## Biografia
Igual que el seu pare, l'astrònom Antonio Abetti (1846-1928), va emprendre els seus estudis i després la seva pròpia activitat investigadora a la Universitat de Pàdua, sota la direcció de Giuseppe Lorenzoni, graduant-se en física el 1904. Entre 1906 i 1908 va anar a Alemanya, a l'Observatori Astronòmic de Berlín i el de Heidelberg per aprofundir els seus estudis i col·laborar en l'observació dels satèl·lits de Saturn i en la mesura dels paral·laxis estel·lars.
A partir del 1905, es va adonar de la necessitat d'una comparació amb la investigació astronòmica estatunidenca que evolucionava d'acord amb esquemes inèdits no només a Itàlia, sinó també a Europa. Va anar als Estats Units el 1908, primer a Chicago a l'Observatori Yerkes i el 1909 va arribar a l'Observatori de Mount Wilson, on va realitzar importants estudis i observacions de protuberàncies solars realitzades amb l'espectrògraf Rumford instal·lat al telescopi Snow.
Quan va tornar a Itàlia, va treballar com a assistent a l'Institut de Física terrestre a Nàpols, i després com a astrònom a l'Observatori del Col·legi Romà. Al juny de 1913 va participar en l'expedició de De Filippi a Karakorum, Himàlaia i Turkestan xinès i rus amb les tasques d'astrònom geodèsic i geofísic, però es va veure obligat a tornar ràpidament a Itàlia a causa de l'esclat de la Primera Guerra Mundial.
Durant la guerra, com oficial d'enginyers, va viatjar als Estats Units, on va aconseguir dedicar-se a l'astronomia. Primer va anar a Chicago, on va tractar el sistema de classificació dels espectres, i després a Washington i Pasadena. El 1918 es va unir a una expedició d'astrònoms de l'Observatori de Mount Wilson i va partir cap a Green River (Wyoming), per observar, a 1800 metres sobre el nivell del mar, l'eclipsi solar total del 8 de juny.
Va tornar a Itàlia el 1921 i va succeir el seu pare en direcció a l'Observatori Arcetri i en la càtedra d'Astronomia de l'Institut d'Estudis Superiors, que més tard es va convertir en la Universitat de Florència el 1924. Com a director de l'Observatori, Giorgio Abetti va treballar per construir la torre solar, per proporcionar a l'institut una eina de recerca d'avantguarda. Abetti es va adonar ràpidament que no podia dur a terme una investigació sense construir una escola d'estudiants que poguessin ampliar els seus horitzons amb els seus estudis. Es van formar molts astrònoms d'alt nivell a l'escola Abetti, molts dels quals al seu torn es convertirien en directors de diversos observatoris astronòmics (Nàpols, Florència, Catània, Torí, Trieste…).
Es pot considerar la seva contribució científica més important l'article molt apreciat de 1929 sobre el Handbuch der Astrophysik (Manual d'astrofísica) on fa un balanç del progrés de la física solar. Aquest treball ha estat considerat durant molts anys com un punt de partida per a l'especialització de molts astrònoms joves. Abetti també va ser un gran divulgador.

## Commemoracions
En honor de Giorgio i al seu pare Antonio Abetti han estat nomenats tant el cràter lunar Abetti, situat a prop de la vora sud-est del Mare Serenitatis, i l'asteroide (2646) Abetti, descobert el 1977.
El Gruppo Astrofili Vicentini Giorgio Abetti porta el nom del seu nom.

## Arxiu
El Fons Antonio i Giorgio Abetti, integrada pels treballs dels dos astrònoms (pare i fill) amb documentació de 1830 fins a 1970, es conserva a la Biblioteca de l'Observatori Astrofísic Arcetri.

## Obra
- Amici e nemici di Galileo, Milano, Bompiani, 1945
- Il sole, Milano, U. Hoepli, 1936.
- Scienza d'oggi: dal cielo alla terra, Milano, Bompiani, 1941.
- Le stelle e i pianeti, Torino, Einaudi, 1945.
- Storia dell'astronomia, Firenze, Vallecchi, 1949.
- Esplorazione dell'universo, Bari, Laterza, 1959.
- Le nebulose e gli universi-isole, amb Margherita Hack, Torino, Einaudi, 1959.